# Acanthophyes risbeci
Acanthophyes risbeci är en insektsart som beskrevs av Capener 1953. Acanthophyes risbeci ingår i släktet Acanthophyes och familjen hornstritar. Inga underarter finns listade i Catalogue of Life.